# Psychotria pleuropoda
Psychotria pleuropoda là một loài thực vật có hoa trong họ Thiến thảo. Loài này được Donn.Sm. miêu tả khoa học đầu tiên năm 1905.